# Lough Graney
Der Lough Graney (irisch: Loch Gréine) ist ein See in der Grafschaft Clare im Westen der Republik Irland.
Das ungefähr 5 km lange und 0,5 bis 1 km breite in nord-südlicher Ausrichtung sich erstreckende Gewässer ist der größte See des Seengebiets im östlichen Teil des County. Der See wird am nördlichen Ende kurz südlich des 53. Breitengrades vom Bleach River gespeist, der vom Lough Atorick (ir. Loch an Tóraic) und aus den Slieve-Aughty-Bergen (ir. Sliabh Eachtaí) kommt.
Lough Graney ist wahrscheinlich am Ende der letzten Eiszeit bei Rückzug des Eises entstanden. Südöstlich vom See lässt sich noch ein Gletschertal ausmachen. Das Seeufer ist wenig besiedelt und über weite Teile bewaldet bzw. durch Wiesen und Felder begrenzt. An exponierten Stellen des Seeufers findet man auch Megalithanlagen.
Fischreichtum kennzeichnet den See, der ein beliebtes Angelrevier ist. Nördlich und östlich verläuft das Slieve-Aughty-Gebirge aus rotem Sandstein, welches gleichzeitig die Grenze zum County Galway bildet. Flagmount (ir. Leacain an Éadain) am Ostufer im mittleren Seebereich und Caher (ir. An Chathair) am südlichen Ende des Sees sind Orte, die Zugang zum Seeufer bieten. In Flagmount findet seit Anfang der 1990er Jahre jedes Jahr ein Kulturfestival direkt am Seeufer statt. Gegenüber von Flagmount, im mittleren Teil des Sees, liegt die größte Insel des Sees, Green Island.
In der Nähe von Caher am südlichen Ende des Sees, bei Bunshoon Bridge hat man Anfang der 1990er Jahre einen Gedenkstein für den irischen Dichter Brian Merriman errichtet, der von dem irischen Schriftsteller, Dichter und Nobelpreisträger Seamus Heaney eingeweiht wurde. In dem Stein sind die ersten Zeilen aus dem 1000-zeiligen Gedicht „Das Mitternachtsgericht“ (Cúirt an Mheán Oíche) von Merriman eingraviert, da die Eröffnungsszene des Gedichts am Ufer des Lough Graney spielt oder besser gesagt am Loch Gréine, denn das Gedicht ist im Munsterdialekt der irischen Sprache verfasst worden. Auf diese Weise ging die Gegend in die Literatur ein.
Wie so häufig in Irland, ist auch dieser See musikalisch gewürdigt worden. "The Shores of Lough Graney" lautet der Titel eines Reels, der auf der Fiddle gespielt wird.

## Umgebung
Südlich vom Lough Graney liegt der Lough O’Grady (ir. Loch Uí Ghráda). Beide Seen sind durch den River Graney (irisch An Ghréin), der aus dem Lough Graney fließt, miteinander verbunden. Als Scariff River (irisch An Scairbh) verlässt das Fließgewässer den Lough O’Grady wiederum, um dann schließlich im Lough Derg zu münden. Der Scariff River wird mit zu den schönsten Binnenwasserwegen Irlands gezählt. Über 5 km mäandriert der Fluss von Scariff durch Tuamgraney zum Lough Derg.
Die Gegend zwischen Feakle und um Lough Graney wird auch als das Killarney von Clare bezeichnet. Eine reiche Tier- und Pflanzenwelt steht dem Besucher offen. Kiefern, Fichten, Erlen, Buchen und Birken sowie Dachse, Eichhörnchen und Vögel verschiedenster Art finden sich in den Wäldern. Im Bleach River lassen sich Otter beobachten. Die Gegend um den See ist auch bei Wanderern beliebt und so wurde hier der "East Clare Way"-Wanderweg angelegt.